# Либертад
Ла Либертад (на испански: La Libertad) е един от 14-те департамента на централноамериканската държава Салвадор. Намира се в северозападната част на страната. Площта му е 1653 квадратни километра, а населението – 830 976 души (по изчисления за юни 2020 г.).

## Общини
Департаментът се състои от 22 общини, някои от тях са:
1. Антигуо Кускатлан
2. Ла Либертад
3. Опико